# اپلی نایلاتیکاتو
سرتیپ راتو اِپِلی نایلاتیکاتو (به انگلیسی: Ratu Epeli Nailatikau) (زاده ۵ ژوئیه ۱۹۴۱)، یک سیاست‌مدار اهل فیجی است. وی رئیس‌جمهور سابق کشور فیجی از ۵ نوامبر ۲۰۰۹ تا ۱۲ نوامبر ۲۰۱۵ بود. او سابقهٔ زیادی در خدمات دیپلماتیک، نظامی و دولتی دارد.
وی از سال ۲۰۰۱ تا ۲۰۰۶ رئیس مجلس نمایندگان (یک درجه پایین‌تر و قوی تر از پارلمان فیجی) بوده‌است. او همچنین رئیس کمیسیون تخصیص بودجه مجلس بود. او به‌طور موقت در تاریخ ۸ ژانویه ۲۰۰۷، وزیر امور خارجه و تجارت خارجی منصوب شد و در سپتامبر ۲۰۰۸ وزیر موقت توسعه استانی و امور چند قومیتی شد. وی در ۱۷ آوریل ۲۰۰۹ از سوی دولت نظامی، معاون رئیس‌جمهور شد.
جمهوری فیجی در حال حاضر رئیس گروه ۷۷ است. فیجی که ۸ درصد جمعیت آن را مسلمانان تشکیل می‌دهند از اعضای جدید جنبش غیرمتعهدها است و پس از استرالیا، نیوزیلند و پاپوآ گینه نو، چهارمین کشور بزرگ حوزه اقیانوسیه محسوب می‌شود.